# Too High to Fly
Too High to Fly è una canzone del gruppo musicale statunitense Dokken, estratta come singolo di lancio dal loro quinto album Dysfunctional nel 1995, il primo lavoro pubblicato dal gruppo dopo la reunion dell'anno precedente. Ha raggiunto la posizione numero 29 della Mainstream Rock Songs negli Stati Uniti, diventando l'ultimo successo importante del gruppo. È inoltre l'unico pezzo scritto dopo la reunion che negli anni ha continuato ad apparire con regolarità nei vari concerti del gruppo.

## Tracce
1. Too High to Fly (versione ridotta) – 4:47
2. Too High to Fly (versione album) – 7:10

## Classifiche
| Classifica (1995)             | Posizione massima |
| ----------------------------- | ----------------- |
| Stati Uniti (mainstream rock) | 29                |